# Tommie-Amber Pirie
Tommie-Amber Pirie es una actriz canadiense, conocida por haber interpretado a Claire Webb en la serie Michael: Tuesdays & Thursdays y a Polly Murray en How to Plan an Orgy in a Small Town.

## Carrera
- Tommie-Amber apareció en un comercial televisivo para el "TIDE".
- En el 2011, se unió al elenco de la serie Michael: Tuesdays & Thursdays, donde interpretó a Claire Webb.
- En el 2012, apareció en la serie Warehouse 13, donde dio vida a Dina Smith.
- En el 2013, apareció como invitada en un episodio de la tercera temporada de la serie Lost Girl, donde interpretó a Sylvie, una wanblee y presa de la prisión "Hecuba".
- En el 2015, se unió al elenco de la segunda temporada de la serie Bitten, donde hasta el 2016 interpretó a la bruja Paige Winterbourne, la hija de Ruth Winterbourne (Tammy Isbell), la líder de la asamblea de brujas de Boston,[2][3] después de que su personaje decidiera mudarse a Portland con Savannah.

## Filmografía

### Series de televisión
| Año         | Título                        | Personaje          | Notas                          |
| ----------- | ----------------------------- | ------------------ | ------------------------------ |
| 2015 - 2016 | Bitten                        | Paige Winterbourne | 13 episodios                   |
| 2014        | The Listener                  | Carly / Margeaux   | episodio "Family Secrets"      |
| 2013        | Lost Girl                     | Sylvie             | episodio "Caged Fae"           |
| 2013        | Long Story, Short             | Carson             | 5 episodios                    |
| 2012        | Warehouse 13                  | Dina Smith         | 12 episodios                   |
| 2012        | King                          | Pia Sodano         | episodio "Sunil Sharma"        |
| 2011        | Michael: Tuesdays & Thursdays | Claire Webb        | 12 episodios                   |
| 2011        | My Babysitter's a Vampire     | Empleada           | episodio "The Brewed"          |
| 2010        | Rookie Blue                   | Tamara Kwan        | episodio "To Serve or Protect" |
| 2010        | Living in Your Car            | Mary               | episodio "Chapter Twelve"      |
| 2010        | 18 to Life                    | Ava Turner         | episodio "A Modest Proposal"   |
| 2009        | The Border                    | Hunter             | episodio "Dark Ride"           |

### Películas
| Año  | Título                              | Personaje            | Notas                                                                                                 |
| ---- | ----------------------------------- | -------------------- | --- |
| 2016 | How to Plan an Orgy in a Small Town | Polly Murray         | junto a Jewel Staite, Lauren Holly, Katharine Isabelle, Lauren Lee Smith, Natalie Brown & Ennis Esmer |
| 2015 | Tell the World                      | Ellen Harmon (White) | junto a Bill Lake, Stephen MacDonald, Timothy Paul Coderre & Michael Mancini                          |
| 2014 | Don't Get Killed in Alaska          | Liney                | junto a Oliver Dennis, Rosemary Dunsmore, Ben Lewis, John Nelles & Gianpaolo Venuta                   |
| 2014 | Pretend We're Kissing               | Jordan               | junto a Dov Tiefenbach, Zoë Kravitz, Rodrigo Fernández-Stoll, James Gadon & Andy McQueen              |
| 2014 | Parachute                           | Kris                 | corto - junto a Clé Bennett, Peter Mooney & Charlotte Sullivan                                        |
| 2014 | Bastards                            | Twyla                | corto - junto a Julian Richings, Ennis Esmer, Paul Amos & Tara Spencer-Nairn                          |
| 2013 | The Birder                          | Laura                | junto a Tom Cavanagh, Graham Greene, Fred Willard, Mark Rendall, Allana Harkin & Scott Cavalheiro     |

### Apariciones
| Año  | Programa    | Notas                               |
| ---- | ----------- | ----------------------------------- |
| 2014 | Katie Chats | episodio "Canadian Film Fest Chats" |

## Premios y nominaciones
| Año  | Categoría                                                           | Premio                | Serie                         | Resultado |
| ---- | ------------------------------------------------------------------- | --------------------- | ----------------------------- | --------- |
| 2013 | Best Performance by an Actress in a Continuing Leading Comedic Role | Canadian Screen Award | Michael: Tuesdays & Thursdays | Nominada  |
| 2012 | Best Performance by a Female - Television                           | Canadian Comedy Award | Michael: Tuesdays & Thursdays | Nominada  |
| 2011 | Best Performance by a Female - Television                           | Canadian Comedy Award | Michael: Tuesdays & Thursdays | Nominada  |